# Бобан Живковић
Бобан Живковић (Ниш, 28. октобар 1981) је бивши српски рукометаш.

## Каријера
Каријеру је почео у екипи  Југопетрол Железничара где је изградио име, пре него је прешао у редове скопског Металурга, где је са успехом играо између 2006. и 2009. године. У лето 2010. се вратио у Србију, и потписао за Црвену звезду. Од јануара 2013. до јуна 2014. године, био је играч нишког Железничара, када је освојио и пехар Купа Србије, који је тада подигао као капитен. У лето 2014. прелази у новосадску Војводину, са којом је у сезони 2014/15. освојио титулу државног првака. Током сезоне 2016/17. је играо за Пожаревац да би у лето 2017. прешао у београдски Обилић. У марту 2018. године се вратио у Железничар. Док је играо за овај клуб Рукометни савез Србије га је казнио због позитивног налаза на допинг тесту. Како је наведено на сајту Антидопинг агенције Србије, Живковић је приликом допинг контроле 13. маја 2018. године био позитиван на кокаин. Њему је изречена забрана учешћа у спорту на четири године, почевши од 28. новембра 2018. године, због повреде антидопинг правила.